# Barypenthus chysopus
Barypenthus chysopus är en nattsländeart som beskrevs av Navás 1934. Barypenthus chysopus ingår i släktet Barypenthus och familjen böjrörsnattsländor. Inga underarter finns listade i Catalogue of Life.